# 성재기 (의학자)
성재기(成在基, 1933년 12월 8일 ~ )은 대한민국의 의학자, 대학 교수, 해부학자, 수의사이다.

## 이력
그는 1958년 서울대학교 수의학과 조교가 되었고, 이후 서울대학교 농과대학 수의학과 부교수, 1976년 수의과대학 부교수, 1978년 수의과대학 교수로 봉직하였다. 본관은 창녕(昌寧)이고 호는 소암(素岩)이다. 경상북도 영주 출신이다.

## 생애
영주군 이산면 석포리 출신으로 영주농업고등학교를 졸업하고 서울대에 진학했다. 1957년 서울대학교 수의과대학 수의학과를 학사 학위받았다. 바로 서울대 대학원에 진학, 1958년 12월부터 서울대학교 수의과대학 수의학과 조교로 있으면서 대학원을 다녔다. 1961년 서울대 대학원에서 수의학 석사를 받았으며 1969년 박사과정에 진학, 1973년 2월 26일 서울대 대학원에서 수의학 박사학위를 받았다.
그뒤 서울대학교 수의과대학 강사가 되었으며 1965년 3월 서울대학교 농과대학 수의학과 전임강사가 되었고 한 달 후 1965년 4월 29일 서울대학교 경과대학(慶科大學) 수의학과 조교수로 임용되었다. 1973년 서울대 농과대학 수의학과 부교수, 1976년 3월 서울대학교 수의학과가 다시 부활하자 수의학과 부교수가 되고, 1978년 수의과대학 교수가 되었다. 대한수의학회 회원, 한국임상수의학회 회원이 되었으며 1998년 서울대학교 수의학과 명예교수가 되었다. 2012년에는 서울대학교 수의과대학 발전후원위원회 위원이 되었다.
2010년 1월에는 한국임상수의학회 고문에 위촉되었다.

## 저서 및 역서
- 《축산수의법규》
- 《소 동물임상방사선학》
- 《개와 고양이의 방사선 진단학》 (도서출판 샤론, 1998), J.Kevin Kealy외 공저
- 역서, 《소동물임상방사선진단학지음》 (성재기 역, 선진문화사, 1992), 제리 오언(Jerry M.Owens) 저

### 논문
- 〈COBAL-60 GAMMA선 전신조사가 어린토끼의 혈액상과 성장율에 미치는 영향〉
- 〈초생추 각장기에 있어서 P32및 I131의 흡수분포〉(1966)
- 〈Cobalt-60 gamma선 외부전신조사가 어린 토끼의 혈액상과 성장률에 미치는 영향〉(1973)
- 〈저독성 유기인제에 의한 견모낭충증 치료의 실험적 연구〉(1961)
- 《Iodocqsein , Tapazole 및 Diethylstilbestrol 이 닭 의 갑상선기능에 미치는 영향》 (서울대학교 출판부, 1981)
- 《한우 간질 감염 의 역학적 조사:강원도 평창군 진부면 일대》 (1977)
- 〈Rompun투여 가 한국 재래흑산양 의 임상소견 및 혈액성상 에 미치는 영향〉(1977)
- 〈독일 셰퍼트견의 혈관육종례〉(1996)
- 〈개의 legg-calve-perthes disease 진단 2례〉(1996)
- 〈심근경색 유발견에서 마취가 심초음파에 미치는 영향〉(1997)
- 〈개의 전립선에 있어서 경직장 초음파 검사법을 이용한 미만성 저에코영역의 성상〉(1997)

## 학력
- 영주농업고등학교 졸업
- 1957년 서울대학교 수의과대학 수의학과 학사
- 1961년 2월 서울대학교 대학원 수의학 석사
- 1973년 2월 26일 서울대학교 대학원 수의학 박사

## 가족 관계
- 부인 : 유숙희(劉淑姬, 1935년 1월 19일 - )
  - 아들 : 성오정 (成伍正, 1960년 9월 5일 - )
  - 아들 : 성인호 (成仁鎬, 1964년 5월 1일 - ), 의사
  - 딸 : 성은주 (成恩珠, 1967년 9월 10일 - )
- 처남 : 유문일(교육자, 연암축산원예대학교 교수)
- 처남 : 유수태(제일은행 차장)

## 관련 자료
- 서울대학교 수의과 대학 논문집
- 동아일보 1973년 2월 26일자 7면, 사회면
- 경향신문 1973년 2월 26일자 7면, 사회면
- [부음] 홍석원 전 동아자동차상무이사 별세 등 조선일보 2000.12.05
- 서울대학교 수의과 대학
- 서울대학교 농업과학생명정보원